# Taparella subcincta
Taparella subcincta är en insektsart som först beskrevs av William Lucas Distant 1910.  Taparella subcincta ingår i släktet Taparella och familjen Flatidae. Inga underarter finns listade i Catalogue of Life.